# Nádudvar
Nádudvar è una città dell'Ungheria di 9 260 abitanti (dati 2001). È situata nella contea di Hajdú-Bihar.

## Amministrazione

### Gemellaggi
- Urzędów, Polonia